# 李崇善
李崇善（1928年－），前空軍34中隊(黑蝙蝠中隊)空勤電子偵察官。不僅是少數接受過電子雷達訓練的專家，亦是目前唯一冷戰時期曾深入中國大陸執行電子偵測，且尚還在世的隊員。

## 生平
生於河北省撫寧縣、1948年夏考入空軍通信學校正科班第12期，於屏東東港空軍預備學校入伍。1951年8月4日空軍通信學校畢業，分發至台北通信大隊。
1952年10月1日奉調空軍第8大隊第34中隊任電子官，1955年被挑選加入「獵狐計畫」，14次對大陸地區之電子偵測任務均全程參與。
1956年5月奉調「特種作戰組」，任職期間執行過150次以上之作戰任務，其中深入中國大陸執行特種任務也超過50次以上，並曾多次遭解放軍攔截機追擊及地面高砲射擊。
空軍34中隊(黑蝙蝠中隊)隊徽是由當時李崇善中校、王樑少校、孫大陸中尉及劉敬賢中尉四人共同發想設計的隊徽，是一隻展翅的黑蝙蝠，在北斗七星上飛翔於深藍的夜空中，翅膀穿透外圍的紅圈，象徵潛入赤色鐵幕。
在李崇善的軍旅生涯中，獲得時任中華民國蔣中正總統的重視及讚賞，連續4次召見表揚，並榮獲「國軍克難英雄」榮譽
「南星計畫」越戰期間，支援駐越南美軍，亦曾去過越南芽莊基地3次，每次2個月，協助檢查維修C-123運輸機機上電子裝備。
1973年10月奉調國家中山科學研究院，1994年2月1日以上校軍階退役，服務空軍35年。
退休後定居新竹市，擔任桃園龍潭的「財團法人核能科技協進會研究室」義工，辦理核能學術等工作。為將黑蝙蝠中隊英烈事跡公諸世人，除完成多本著作外，更在3種月刊，發表32篇短文，並擔任新竹「黑蝙蝠中隊文物陳列館」顧問。
李崇善憑藉對黑蝙蝠中隊的熱愛，積極奔走於新竹市政府及各隊員間，將當年各隊員所留下之文物、文史，一一留存下來，2009年終在當年黑蝙蝠中隊營區原址，建立「黑蝙蝠中隊文物陳列館」，以向當年犧牲奉獻、保衛國土的黑蝙蝠隊員們致敬。而李崇善多年來也自發性擔任文物陳列館志工，被館員們稱為鎮館之寶，堪稱黑蝙蝠中隊的活字典，為許多前往參觀的民眾進行解說，讓更多人知道黑蝙蝠中隊的歷史。

## 榮譽

### 中華民國勳章獎章
- 河圖勳章
- 洛書勳章
- 乾元勋章
- 國軍克難英雄紀念章[18]